# Карл Скоттсберг
Карл Юхан Фредрік Скоттсберґ (швед. Carl Johan Fredrik Skottsberg; 1 грудня 1880 — 14 червня 1963) — шведський ботанік та міколог.

## Біографія
Карл Скоттсберґ народився 1 грудня 1880 року у місті Карлсгамн.
Навчався в Уппсальському університеті, у 1907 році отримав ступінь доктора філософії та почав читати лекції у цьому ж університеті.
У 1899—1960 роках Карл Скоттсберґ відвідав з ботанічними експедиціями різноманітні куточки світу, зокрема Патагонію, острови Хуан-Фернандес, Вогняну Землю. У 1901—1904 роках Скоттсберґ брав участь у шведській антарктичній експедиції на кораблі «Антарктік».
У 1909—1914 роках був куратором Ботанічного Музею в Уппсалі. У 1919—1948 роках був директором ботанічного саду в Ґетеборзі. У 1950 році — президент Сьомого Міжнародного ботанічного конгресу. У 1931 році став членом Шведської королівської академії наук, у 1950 — Лондонського королівського товариства, у 1958 році нагороджений медаллю Дарвіна — Воллеса Лондонського Ліннеївського товариства, у 1959 — медаллю Ліннея.
Карл Юхан Фредрік Скоттсберґ помер 14 червня 1963 року у Ґетеборзі.

## Окремі публікації
- The Wilds of Patagonia, 1911[6];
- Remarks on the Plant Geography of the Southern Cold Temperate Zone, 1960[6].